# An-Nur
An-Nur (arabe : سُورَةُ ٱلنُّورِ, français : La Lumière) est le nom traditionnellement donné à la 24e sourate du Coran, le livre sacré de l'islam. Elle comporte 64 versets. Rédigée en arabe comme l'ensemble de l'œuvre religieuse, elle fut proclamée, selon la tradition musulmane, durant la période médinoise.

## Origine du nom
Bien que le titre ne fasse pas directement partie du texte coranique, la tradition musulmane a donné comme nom à cette sourate La Lumière, en référence au contenu de la sourate présentant, thème régulier des religions abrahamiques, la grâce divine comme une lumière sur le monde des hommes. Le terme nur (« lumière ») est présent à sept reprises dans cette sourate, aux versets 35 et 40.

## Historique
Il n'existe à ce jour pas de sources ou documents historiques permettant de s'assurer de l'ordre chronologique des sourates du Coran. Néanmoins selon une chronologie musulmane attribuée à Ǧaʿfar al-Ṣādiq (VIIIe siècle) et largement diffusée en 1924 sous l’autorité d’al-Azhar,, cette sourate occupe la 102e place. Elle aurait été proclamée pendant la période médinoise, c'est-à-dire schématiquement durant la seconde partie de la vie de Mahomet, après avoir quitté La Mecque. Contestée dès le XIXe par des recherches universitaires, cette chronologie a été revue par Nöldeke,, pour qui cette sourate est la 105e.
Les spécialistes reconnaissent dans cette sourate un texte composite. Si un consensus, suivant les données provenant des traditions musulmanes, voit dans les versets 11 à 20 une référence à la fin de l'année 626, d'autres versets ont visiblement fait l'objet d'additions. En outre a été supposée l'existence d'une sourate primitive perdue, qui aurait contenue la législation concernant la lapidation. D'autres éléments, comme les versets 34-45, tranchent avec le reste de la sourate.
Hilali relève une différence entre la version du Coran actuel (Édition du Caire) et le manuscrit de Sanaa 27.1DAM. Dans celui-ci, on lit « avant que le feu ne le touche » tandis que la version du Caire dit « même quand aucun feu ne le touche ».
Cette sourate s'inscrit pour Neuwirth dans la série des "sourates rhétoriques" appartenant au genre du sermon, caractérisé par les adresses à la communauté des croyants, par son style proche des Psaumes. Elle serait, selon une approche de la rhétorique sémitique, construite autour de la parabole de la lumière (v. 34-46).

## Interprétations

### Verset 1 à 17: L’adultère
Pour Khalfallah, ce passage a servi de source pour la peine encourue en cas d’adultère, de diffamation ou de serment d’anathème. De portée générale, il a été extrapolé par les juristes musulmans (fuqahā') pour préciser l’application des peines. Ainsi, la jurisprudence islamique (fiqh) distinguera l’adultère des personnes mariées puni de lapidation de celle des non-mariés puni de flagellation, la première peine n’étant pas citée dans le Coran.

### Verset 35: Verset de la lumière
Pour Dye, ce verset et ceux qui l’encadrent peuvent être compris grâce à l’arrière-plan chrétien. Comme cela est déjà connu dans la poésie préislamique, les moines allumaient des lampes pendant les vigiles nocturnes, lampes qui pouvaient guider les voyageurs. La mention de l’olivier rappelle l’association dans le Livre de Zacharie de la lampe à deux oliviers, image reprise dans le Livre de l’Apocalypse.
Grodzki associe la première phrase de ce verset à un autre passage du Livre de l’Apocalypse (21:23-24). Winitzer associe quant à lui ce verset au début du Livre d’Ézéchiel (Ez 1:26-27). Pour l’auteur, l’idée de la lampe associée à la divinité appartient aux conceptions proche-orientales. Cette idée se retrouve dans un texte évoquant Marduk/Bel.
Pour Khalfallah, ce verset a posé un certain nombre de problèmes théologiques. Ainsi, par exemple, « Définir Allah comme lumière, avec toutes les connotations que le mot pourrait inviter, serait de L’associer à l’une de Ses propres créatures ». Certains exégètes ont développé l’idée d’une analogie pour expliquer ce verset. Si le christianisme associe déjà abondamment Dieu à la lumière, c'est toutefois à la lumière naturelle, tandis que dans ce verset, Dieu est symbolisé par la lumière d'une lampe, une lumière artificielle.
Pour Azaiez, la forme rhétorique de ce verset fixe l’attention sur quelques mots particuliers, tous des hapax.

### Versets 11 à 20: Allusion à une calomnie
Ces versets ferait allusion à une accusation d'adultère portée contre Aïcha. Ce récit est rapporté par les traditions musulmanes dans les hadiths et la Sîra. Pour Azaiez, cette accusation, "probablement historique", serait une allusion à la vie de Mahomet.
Quelques chercheurs ont essayé de mener une critique historique des hadiths à travers celle de la chaîne de transmission (isnad). Ces recherches sont complexes, les isnad ayant fait l'objet de nombreuses modifications, inventions et forgeries. Ces recherches visent donc à trouver le premier chaînon historique des traditions. Cette méthode a permis de dater des traditions du IIe siècle de l'islam ou de la fin du Ier siècle. C'est le cas, par exemple, de traditions concernant une accusation d'adultère contre Aïcha qui date d'avant l'obtention du statut particulier qu'elle a dans l'islam sunnite.

### Verset absent de l'état actuel de la sourate: Le verset de la lapidation
Pour Mohammed-Hocine Benkheira, « les deux traditions [sunnite et chiite] sont unanimes pour considérer qu’il a existé un verset sur la lapidation de l’adultère dans la sourate 24 ». Pour Prémare, les hésitations coraniques quant à la peine à infliger illustre les débats des premiers temps de l’islam sur la punition de l’adultère. Au VIIIe siècle, les penseurs musulmans réfléchissent à la mise en place de la loi musulmane et à son rapport avec la loi juive. Claude Gilliot étudie ce verset dans un article intitulé « Coran, fruit d'un travail collectif ? ». Pour l'auteur, cette question des versets retirés s'inscrit dans le schéma classique d'une révélation qui a besoin d’être fixée et canonisée par un groupe, en éliminant ce qui n'en appartient plus. L'auteur rappelle que cette question est présente dans les traditions musulmanes. Selon une de ces traditions, « Qu'aucun de vous n'aille jamais dire : “J'ai appris le Coran tout entier”. Que sait-il ce qu'est en entier ? Beaucoup du Coran s'en est allé. Qu'il dise donc : “J'en ai appris ce qui en est connu” ». Cette problématique rappelle l’ambiguïté du terme « collecte » appliqué au Coran, ce qui pour certains signifie « appris par cœur » et pour d'autres « écrit ».
Cette intégration originelle revendiquée par la tradition au corpus coranique est reprise par d'autres chercheurs. Pour Amir Moezzi, « les deux courtes sourates « al–ḥafd » et « al–khal‘ », ayant fait partie de la recension de Ubayy b. Ka‘b [...] n’ont finalement pas été incorporées dans la version finale du Coran. Il en est de même pour quelques versets : celui de la lapidation (āyat al–rajm)... ». Pour Geneviève Gobillot et Michel Cuypers, « certains versets, disparus de la vulgate, ont subsisté sous forme de hadiths prophétiques, signe d'une certaine fluidité, à l'origine, entre le Coran et le hadith ». Ils donnent ainsi comme exemple le verset de la lapidation de la femme adultère
Pour Rémi Brague, « un verset existant dans le Coran peut être abrogé par un autre qui n'y figure pas ; ainsi, le verset punissant l'adultère par la flagellation est censé avoir été abrogé par un autre, non recueilli, qui la punit de lapidation ». Pour Éric Chaumont, le verset de la lapidation est un exemple d'une des formes d'abrogation. « « La récitation » est abrogée, c'est-à-dire qu'il ne figure plus matériellement dans le Coran alors que la lapidation des fornicateurs est un statut qui reste d'actualité. »

Texte de la sourate (Coran datant de 1874)
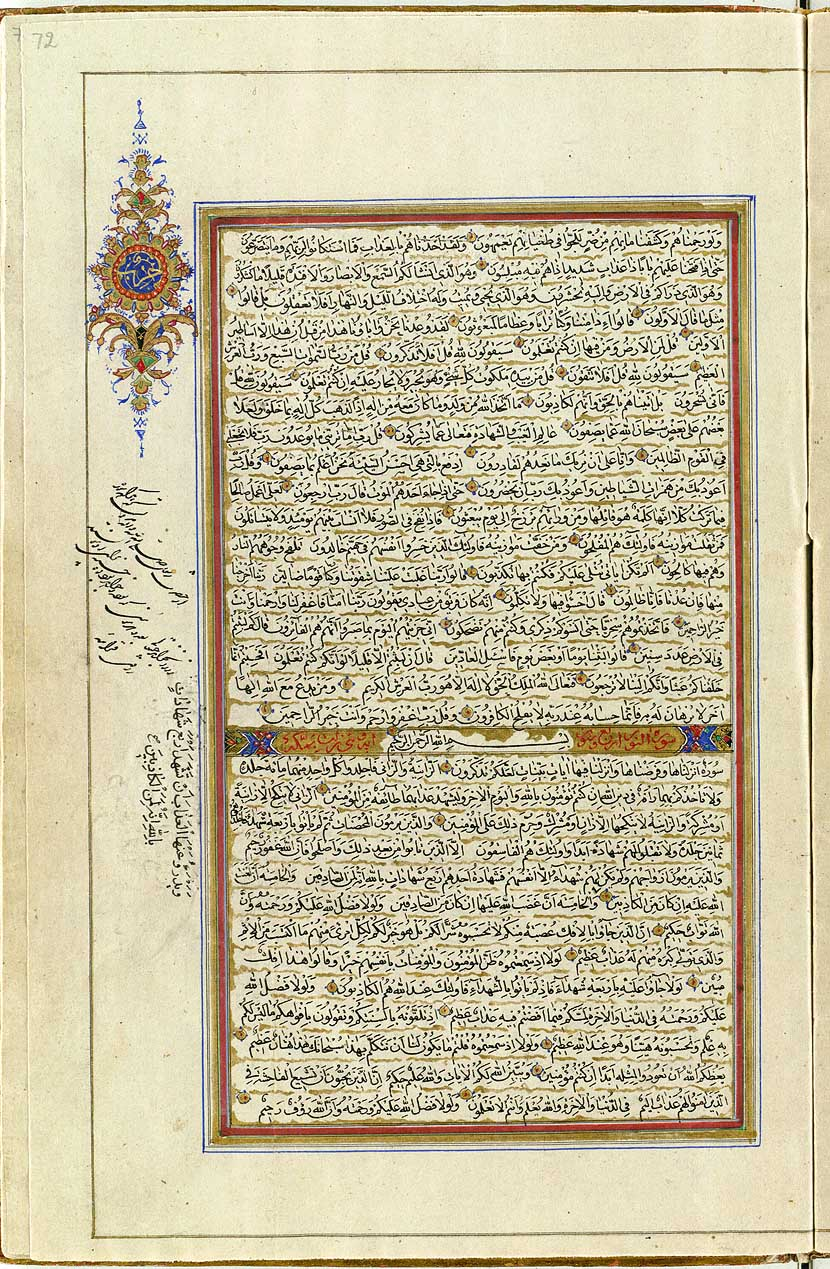
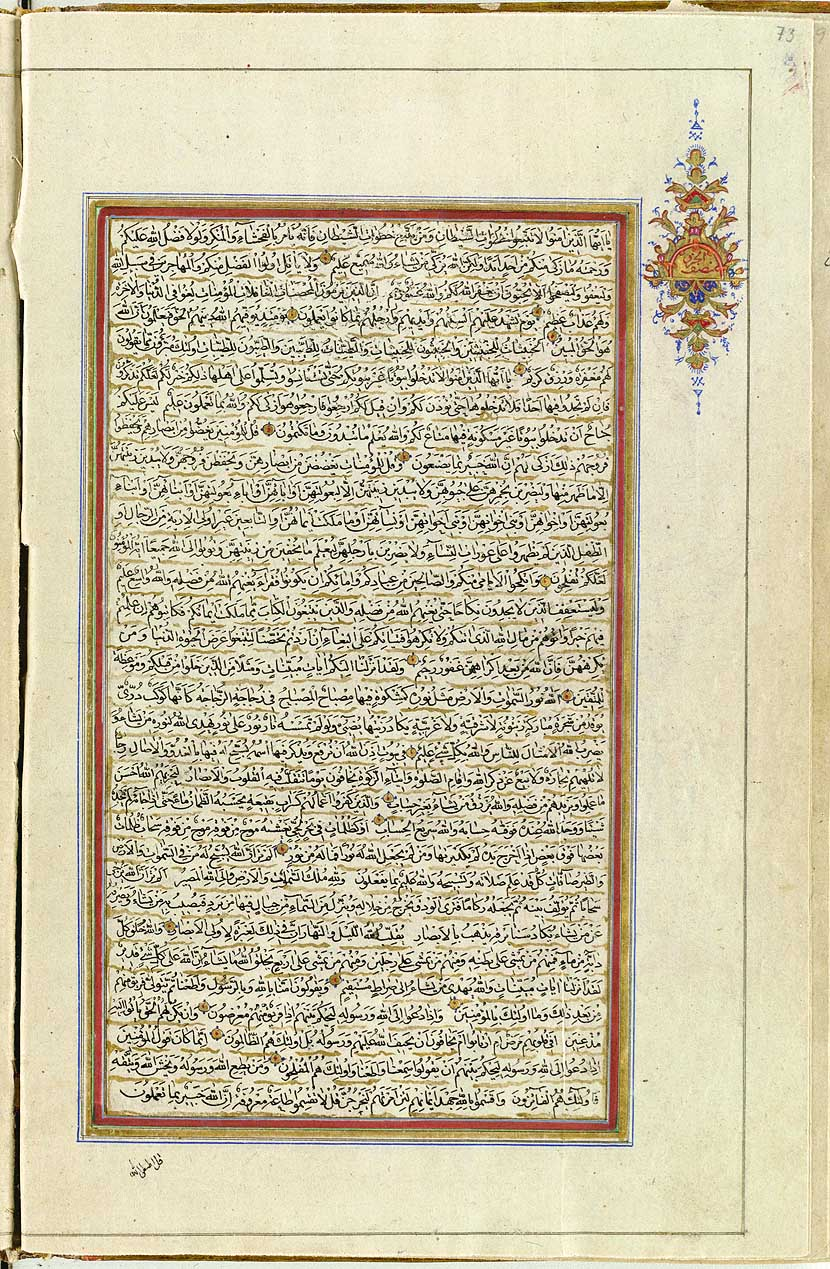
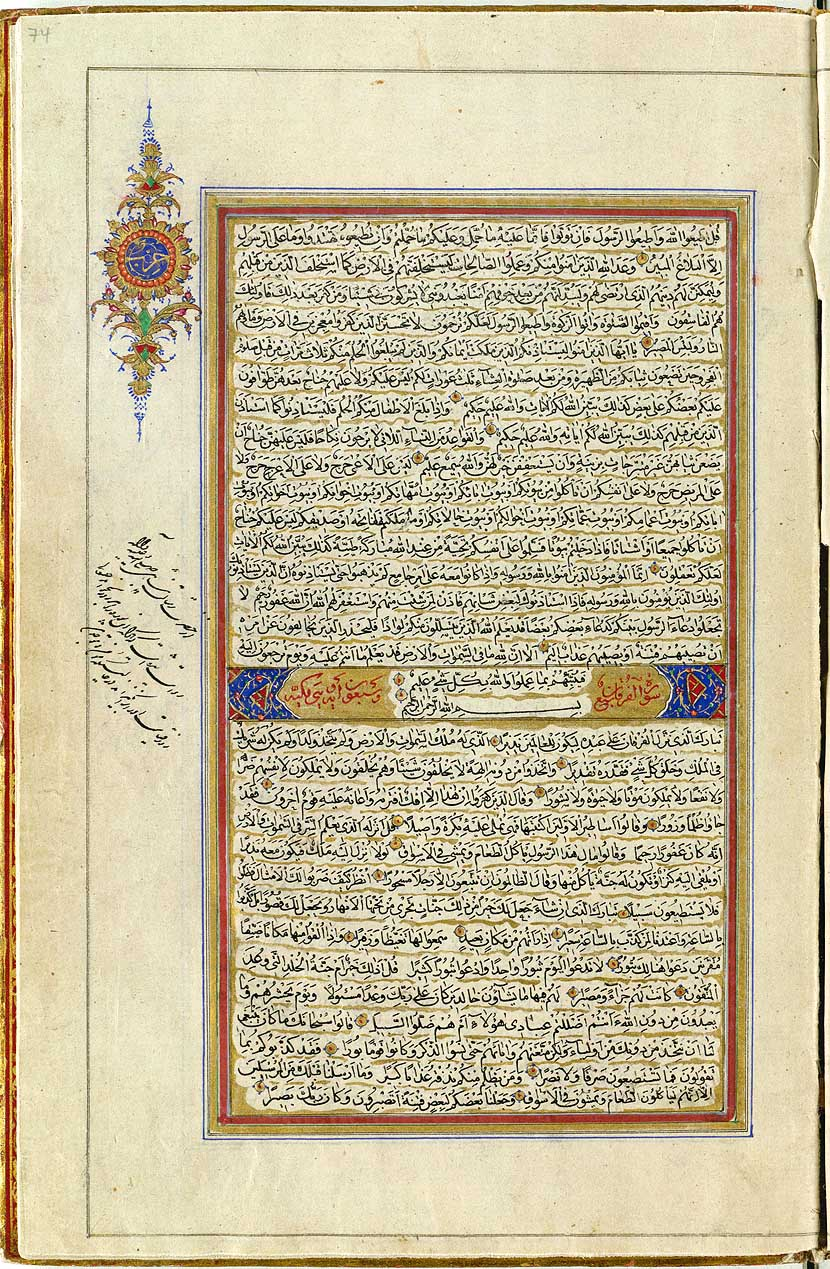